# Atheniella
Atheniella — рід грибів родини маразмієві (Marasmiaceae). Назва вперше опублікована 2012 року.

## Класифікація
До роду Atheniella відносять 4 види:
- Atheniella adonis
- Atheniella amabillissima
- Atheniella aurantiidisca
- Atheniella flavoalba